# Rosa Cabinda
Rosa Cabinda foi escrava do comendador Henrique Halfeld. Cabinda viveu na cidade de Juiz de Fora, no estado brasileiro de Minas Gerais. Cabinda tinha direito à liberdade desde a promulgação da Lei Rio Branco, em 1871, mas só obteve sua alforria em 2 de julho de 1873 depois de comprá-la em negociação envolvendo recurso judicial.
Atualmente organizações feministas de Juiz de Fora oferecem a medalha Rosa Cabinda a mulheres que contribuíram para o crescente avanço do município. A comenda foi criada como uma espécie de contrapartida à Medalha Henrique Halfeld, entregue pela Prefeitura de Juiz de Fora, que historicamente homenageou majoritariamente homens.
O Largo Rosa Cabinda, em Juiz de Fora, recebe o nome em sua homenagem.